# Buzygen
Die Buzygen oder Buzygai (altgriechisch Βουζύγαι) waren im antiken Griechenland ein athenisches Priestergeschlecht. Ihr Name leitet sich von dem mit der Einführung des Ackerbaues in Verbindung gebrachten Heros Buzyges (altgriechisch: „Stieranspanner“) ab.

## Ritual und Religion
Den Buzygen oblag alljährlich die feierliche Eröffnung der Ackerbestellung sowie nach Ausweis mehrerer Schriften auch das erbliche Priestertum des Zeus Teleios und des Zeus am Palladion. Bedeutendste Vertreter des Geschlechts sind Perikles und sein Vater Xanthippos.
Nach August Mommsen gilt Epimenides ihr Stifter oder Erweiterer, da er teilweise selbst als „Buzyges“ oder Erfinder des Pfluges bezeichnet wurde. Zuvor hatte nach Mommsens Ansicht bereits eine von der Göttin Demeter und dem Ort Eleusis unabhängige Religion bei den Buzygen bestanden, die sich an der agrarischen Athene und möglicherweise auch an Zeus ausrichtete. Anscheinend wurde durch eine Reform der buzygische Gottesdienst mit dem der Demeter in Eleusis verbunden, wobei sie in den Proerosien (Prozessionen von Athen nach Eleusis, bei denen drei heilige Pflugungen vorkamen) Pflugungen der Athene und der Demeter vereinten. Das Gesetz des athenisch-eleusinische Staates erscholl dabei in den Verkündigungen der Buzygen am Proerosientage durch ganz Attica. Den Buzygen oblag die Pflege der heiligen Rinder und sie waren es auch, die in Eleusis den Pflug führten.
Die heiligen Pflüge wurden als religiöses Signal zur Aussaat angesehen. Die erste Pflügung wurde bei einem Heiligtum der „Athena Skiras“ an der Straße nach Eleusis zum Gedächtnis der ersten und ältesten Aussaat gehalten. Der zweite erfolgte auf dem „rarischen Feld“ bei Eleusis, was der Sage nach die älteste Stätte des Ackerbaus darstellt. Die dritte wurde im Dienst der „Athena Polias“ unter der Burg (Akropolis) von den Buzygen durchgeführt, wobei sie laut ihre heftigen Flüche aussprachen.

## Eleusinien
Die Eleusinien waren ein Teil eines Rituals, bei denen um den Beistand der Götter für die Ernte gebeten wurde. Insbesondere nach einer Missernte traten die Menschen demütig und reumütig an den Altar, um alle Sünden abzustreifen durch die sie die Götter erzürnt oder gekränkt haben könnten. Über diese Sünden sprachen am Proerosienfest die Buzygen während sie die Erde durchpflügten Verwünschungen aus, die dann eintrafen, wenn ein Mensch sich gegen bestimmte Gesetze versündigten. Wer den Segen der Götter im kommenden Jahr ernten wollte, der musste sich beispielsweise als menschenfreundlich, hilfsbereit und gesittet erweisen. Dazu gehörte, dass er einem Bittenden weder Wasser noch Herd verwehrte, dass er dem verirrten Wanderer den rechten Weg wies oder den Nächsten so behandelte, wie er selbst gern behandelt werden wollte. Hielt er sich nicht daran, so trafen ihn die Flüche der Buzygen und die fürchterliche Rache der Götter. Da Athen zu diesen Zeiten noch im Wesentlichen vom Ackerbau abhängig war, wurden durch die buzygischen Flüche den Bauern diese einfachsten Gebote der Nächstenliebe durch die Priester vermittelt.